# هاینریش آدولف گوترون
هاینریش آدولف گوترون (آلمانی: Heinrich Adolf Gottron؛ ‏ ۱۰ مارس ۱۸۹۰ – ۲۳ ژوئن ۱۹۷۴) پزشک متخصص پوست و مو و استاد دانشگاه اهل آلمان بود. وی بابت توصیف گره‌های گوترون و سندرم گوترون شناخته می‌شود. او همچنین ویراستار کتاب مشهور یوزف یاداسون تحتِ عنوانِ کتاب راهنمای بیماری‌های پوستی و مقاربتی یاداسون بود.
وی همچنین برندهٔ جوایزی همچون «صلیب فرماندهی شوالیه از نشان شایستگی جمهوری فدرال آلمان» شده است.